# Della Faille
Della Faille är en adelsätt från den historiska regionen Södra Nederländerna i Belgien.

## Medlemmar av ätten

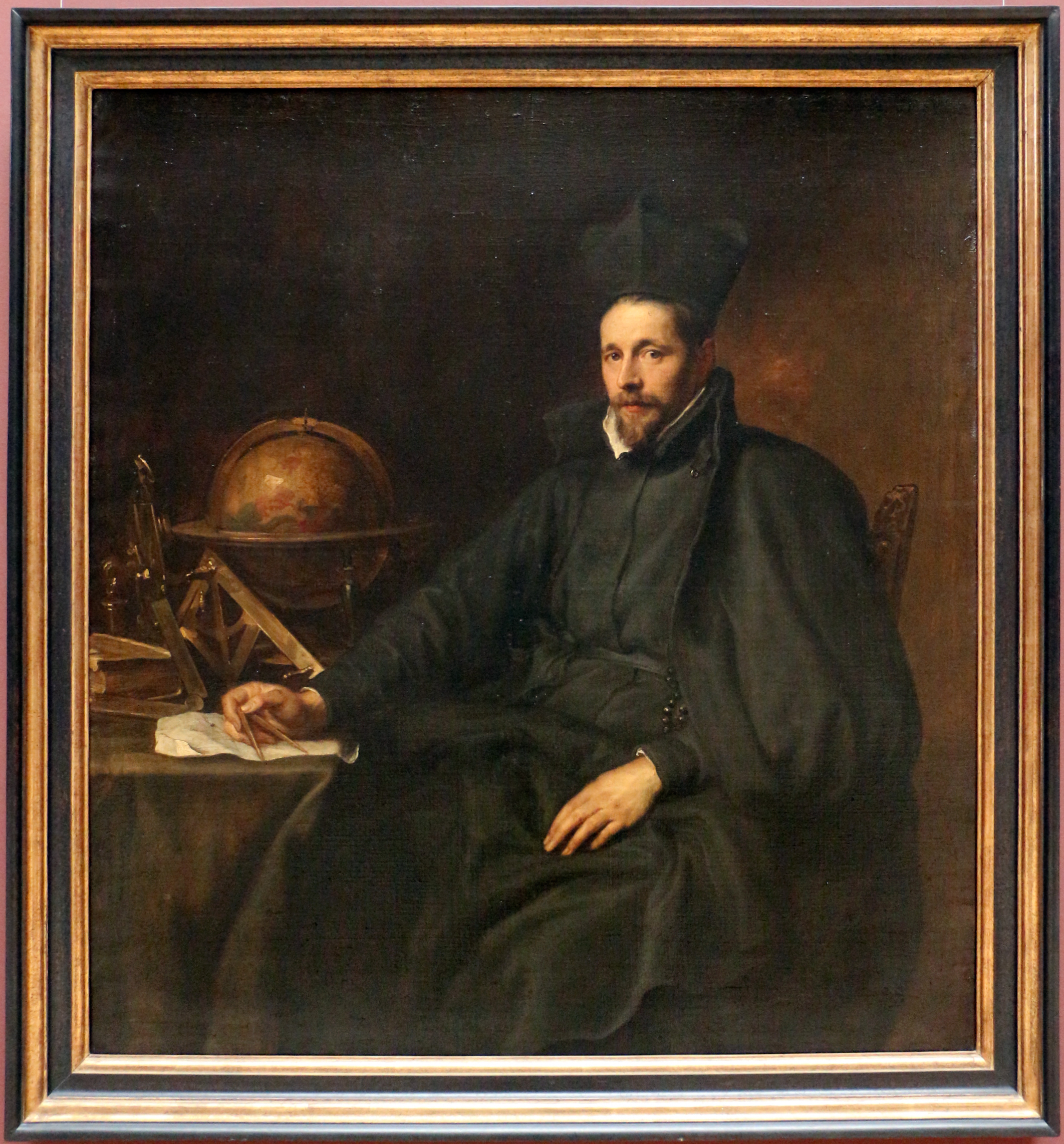
Prästen och matematikern Jean Charles Della Faille, målad av Antoon van Dick.

- Jean Charles Della Faille